# Delahaye Type 61
Der Delahaye Type 61 war ein 1914 entwickelter mittelgroßer Lkw.

## Geschichte
Der Delahaye Typ 61 wurde 1913/14 als so genannter mittlerer Lkw entworfen. Mindestens zwei Stück wurden gebaut, die im Juli 1914 durch das französische Militär getestet wurden. Der Ausbruch des Ersten Weltkrieges unterbrach die Erprobungen, bevor eine Entscheidung zur Beschaffung von Fahrzeugen dieses Typs gefallen war. Das Fahrzeug ging infolgedessen nicht in Serie, es blieb bei den zwei gefertigten Prototypen.

## Technik
Das Fahrzeug hatte einen Vierzylindermotor mit 3563 cm³ Hubraum (90 mm Bohrung und 140 mm Hub). Dieser Motor leistete 24 effektive PS bei 1100/min und wurde steuerlich mit 20 CV berechnet. Das Leergewicht des Lkw betrug 3150 kg, die Nutzlast 2500 kg.